# 지곡면 (함양군)
지곡면(池谷面)은 대한민국의 경상남도 함양군에 설치된 면이다. 넓이는 88.01 km2이고, 인구는 2008년 기준으로 3,390명이다.

## 개요
지곡이라는 명칭은 1914년 행정구역 통합 당시 지내면(池內面)과 덕곡면(德谷面)을 합하여 설치되었기 때문에 한 글자씩 조합한 것이다.
지곡면은 대전통영고속도로, 88고속도로, 국도 제24호선이 관통하는 사통팔달의 교통요충지로 함양의 중심부에 위치하고 있다. 예로부터 고려 우왕조 부여 감무, 학자이신 덕곡 조승숙 선생과 조선 성종조 성리학의 대가인 문헌공 일두 정여창 선생, 명종조 청백리의 표상 옥계 노진 선생 등 많은 명현석학을 배출한 선비의 고장이며, 개평민속마을 정여창 고택을 비롯한 도지정 문화재가 산재하고 있으며, 특히, 각 마을에는 효자, 효부비가 많은 곳이다.
현재 조성중인 중방전문농공단지, 웰빙도시가 들어설 다곡리조트(골프장)과 하늘공원(세광공원묘원), 물레방아골 전통한옥마을이 지곡IC에서 5분, 보산지구 전원마을이 10분내의 거리에 있어 접근이 용이하다.

## 법정리
지곡면은 10개의 법정리로 구성되어 있으며, 리는 아래의 목록과 같다.
- 개평리(介坪里)
- 공배리(功培里)
- 남효리(南孝里)
- 덕암리(德巖里)
- 도촌리(島村里)
- 마산리(馬山里)
- 보산리(寶山里)
- 시목리(柹木里)
- 창평리(倉坪里): 지곡면 행정복지센터 소재지
- 평촌리(坪村里)

## 교육
- 지곡초등학교
- 배재초등학교 (폐교) - 지곡면 함양로 1585 (공배리)

## 문화재
- 함양 마안산성 - 경상남도 기념물 제173호
- 함양평촌리옥계신도비 및 부부 묘표 - 경상남도 유형문화재 제300호
- 풍천 노씨 대종가 - 경상남도 문화재자료 제343호
- 교수정 - 경상남도 문화재자료 제76호
- 함양개평리노참판댁고가 - 경상남도 문화재자료 제360호
- 함양개평리하동정씨고가 - 경상남도 문화재자료 제361호
- 함양 도촌리 구졸암공 신도비 - 경상남도 문화재자료 제546호
- 용성세고책판 - 경상남도 유형문화재 제334호
- 함양오담고택 - 경상남도 유형문화재 제407호
- 함양 평촌리 신고당 신도비 및 부부 묘표 - 경상남도 유형문화재 제520호
- 함양개평리소나무군락지 - 경상남도 기념물 제254호